# Амиды металлов
Амиды металлов MeNH2 — неорганические соединения, содержащие ионы NH2−. Являются производными аммиака, у которого атом водорода замещён на атом металла.

## Свойства
Устойчивые амиды получены для щелочных и щелочноземельных металлов.
Амиды являются аналогами гидроксидов, но являются более сильными основаниями. Некоторые амиды растворяются в аммиаке, причем амид растворим в аммиаке так же, как и гидроксид этого металла в воде. Аммиачные растворы амидов проводят электрический ток.

В амиде один или два атома водорода могут быть замещены на органические радикалы, как, например, в диизопропиламиде лития LiN(C3H7)2 

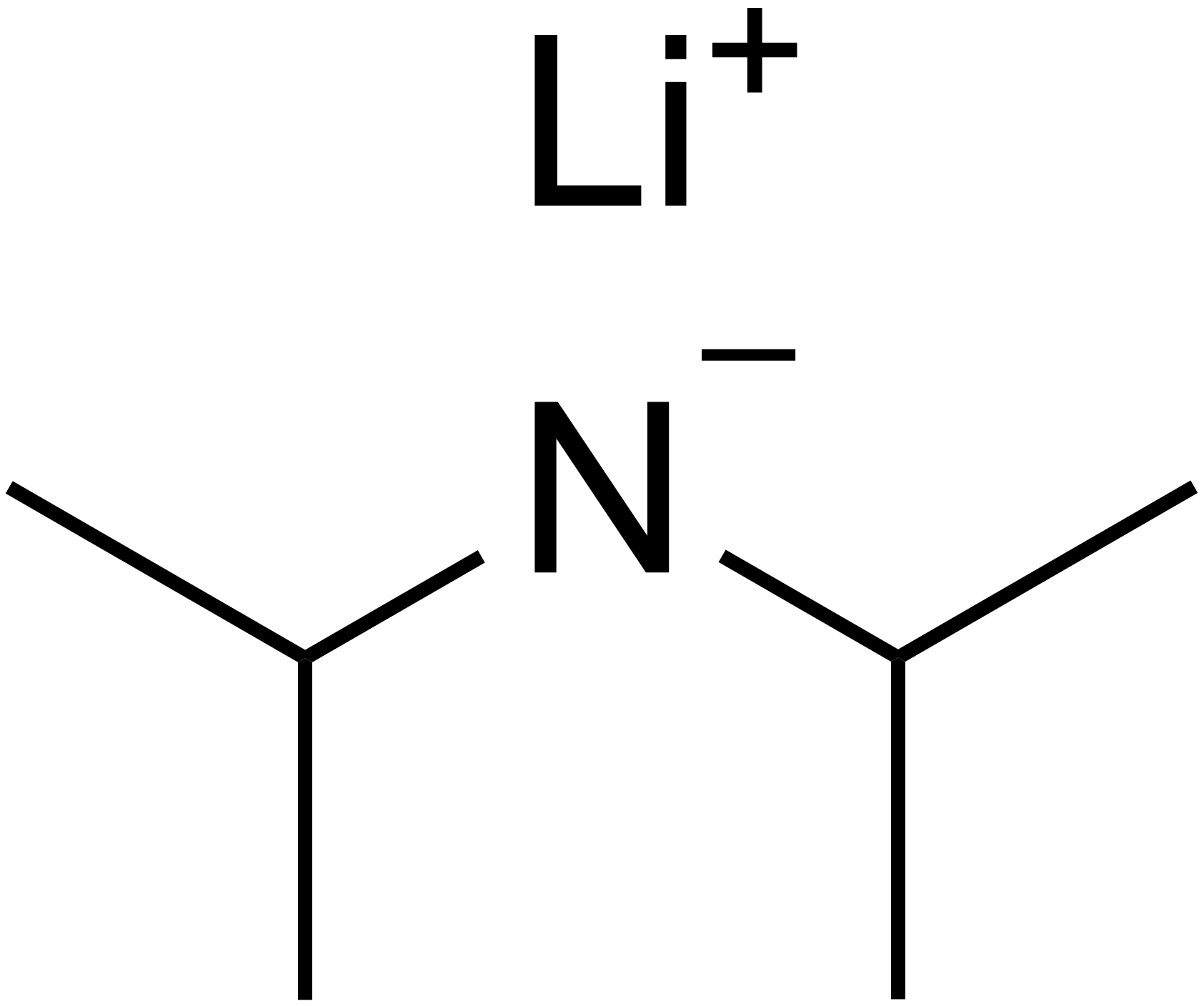
Диизопропиламид лития — амид, в котором атомы водорода замещены органическими радикалами

## Способы получения
Амиды образуются при взаимодействии активных металлов с аммиаком. Так, амид натрия NaNH2 получают пропусканием газообразного аммиака над расплавленным натрием, либо реакцией натрия с жидким аммиаком. Эта реакция обусловлена кислотными свойствами аммиака:
{\displaystyle {\mathsf {2NH_{3}+2Na\rightarrow 2NaNH_{2}+H_{2}}}}

## Химические свойства
Амиды подвергаются необратимому гидролизу:
{\displaystyle {\mathsf {NaNH_{2}+H_{2}O\rightarrow NaOH+NH_{3}\uparrow }}}
а также алкоголизу, с образованием алкоголятов:
{\displaystyle {\mathsf {NaNH_{2}+C_{2}H_{5}OH\rightarrow C_{2}H_{5}ONa+NH_{3}\uparrow }}}
Амиды реагируют с солями аммония:
{\displaystyle {\mathsf {NaNH_{2}+NH_{4}Cl\rightarrow NaCl+2NH_{3}}}}

## Применение
Амиды находят применение в качестве восстановителей в органическом синтезе.